# Arado Ar 240
Arado Ar 240 – niemiecki prototypowy dwusilnikowy ciężki myśliwiec i samolot rozpoznawczy.

## Historia
Zakłady Arado pod koniec lat 30. rozpoczęły prace nad ciężkim samolotem typu Kampzerstörer, który mógłby być uzbrojony w zdalnie sterowane stanowiska broni strzeleckiej. Prace nad nową konstrukcją prowadził inż. van Nes, nadzorował je naczelny inżynier zakładów Hans Rabeski. Prototypy V1 i V2 były gotowe w połowie 1940 r., oblot V1 miał miejsce 10 maja 1940, a V2 w lipcu tego samego roku. Samolot wykazał się brakiem stateczności poprzecznej i podłużnej. W konstrukcji wprowadzono daleko idące zmiany polegające na przekonstruowaniu przedniej i środkowej części kadłuba, jego wydłużeniu o 1,25 m oraz zabudowanie w jego przedniej części kabiny ciśnieniowej. Usunięto z kadłuba hamulec aerodynamiczny oraz sloty z płata. Do napędu wykorzystano silniki Daimler-Benz DB 601 A. V3 został już wyposażony w zdalnie sterowane stanowiska strzeleckie FA-13.
Tak przeprojektowana maszyna została oblatana wiosną 1941 r. Osiągi samolotu uległy poprawie, jednak nadal były poniżej oczekiwań. Wprowadzono kolejne zmiany konstrukcyjne, m.in. przekonstruowano lotki. Z maszyny wymontowano uzbrojenie i zamontowano dwie kamery Rb 50/30 i wykorzystano do lotów rozpoznawczych nad Wielką Brytanią.
Prototyp V4 został wyposażony w wyrzutniki bombowe do przenoszenia 8 bomb 50 kg oraz silniki Daimler-Benz DB 603A. Samoloty przedprodukcyjne A01 i A-02 (wcześniej oznaczone jako V4 i V5) zostały zbudowane w konfiguracji rozpoznawczej z całkowicie przekonstruowanym skrzydłem i silnikami Daimler-Benz DB 601E. W październiku 1942 r. oblatano A-03, w którym zamontowano silniki gwiazdowe BMW 801 TJ. W egzemplarzach A04 i A-05 zrezygnowano z uzbrojenia obronnego i powrócono do silników DB 603A. Pomimo przygotowania samolotu do produkcji seryjnej niemieckie władze zrezygnowały z tej konstrukcji. Istniejące egzemplarze zostały skierowane do jednostek wojskowych na froncie wschodnim oraz na terenie Włoch. Prototypy znajdujące się w budowie zostały ukończone jako V7 i V8 i oblatane w październiku oraz grudniu 1942 r. Ponieważ budowano je jako egzemplarze wzorcowe dla wersji rozpoznawczej Ar 240B w literaturze oznaczane są jako Ar 240B-1 i Ar 240B-2. Do napędu tych egzemplarzy wykorzystano silniki DB 605AM z wtryskiem metanolu oraz trzy zdalnie sterowane stanowiska strzeleckie. Prototyp V9, stanowiący wzór dla wersji Ar 240C, nie został ukończony.